# Скертині

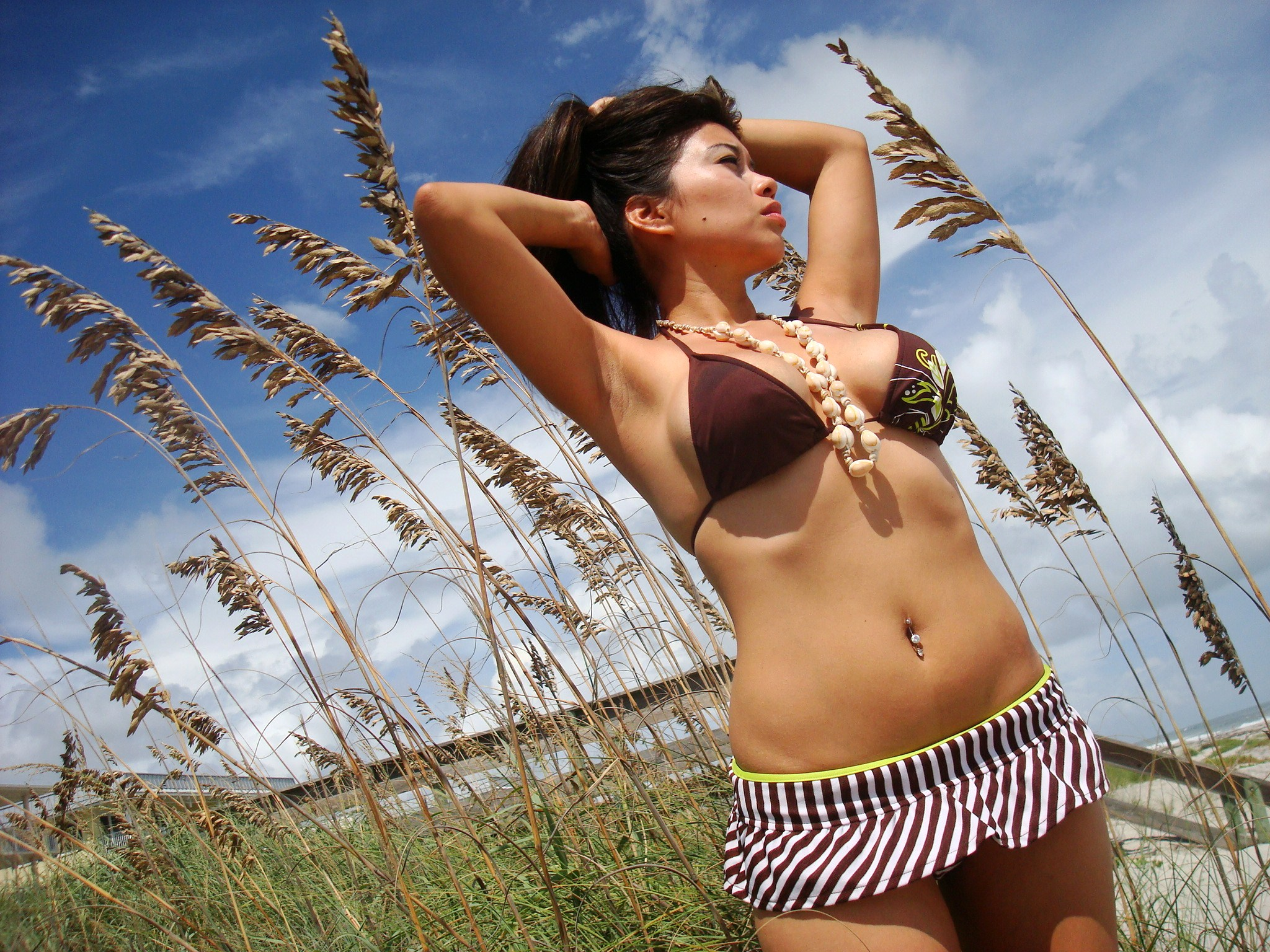
Скертині

Скерти́ні (англ. skirtini, від skirt — «спідниця») — різновид купального костюму, схожого на бікіні, але з нижньою частиною у вигляді короткої спідниці. У 2007 році скертині бренду Juicy Couture були названі однією з найвизначніших модних тенденцій. У 2011 році The Daily Telegraph охарактеризувала скертині як один з 10 найкращих фасонів купальника в сезоні.
Анн-Марі Блондо, координатор з маркетингу і зв'язків у компанії Maillot Baltex зауважує: «Існує багато купальників, що нагадують сукні і спідниці, так що коли порівнюєш їх зі скертині, ідея здається не новою… але скертині трошки коротше, ніж спідниця середньої довжини». Ще до появи бікіні використовувались фартухи, спідниці чи запони, щоб прикрити «приватні місця».